# Sven Lindell
Sven Lindell, född 7 januari 1904, död 1929, var en svensk målare.
Lindell studerade vid Konsthögskolan i Stockholm 1924-1929. Han medverkade i jubileumsutställningen i Skänninge 1929 med landskap och stadsmotiv och var företrädd på utställningen Linköping genom konstnärsögon på Östergötlands museum 1940.